# Choe Kum-chol
Dans ce nom coréen, le nom de famille, Choe, précède le nom personnel.
Choe Kum-chol (coréen : 최금철), né le 9 février 1987 à Pyongyang, est un footballeur international nord-coréen. Il évolue actuellement au Rimyongsu SG dans le championnat national nord-coréen au poste d'attaquant.

## Carrière internationale
Il fait partie des 23 joueurs nord-coréens sélectionnés pour participer à la coupe du monde 2010.

### Buts internationaux
| # | Date             | Lieu                     | Adversaire          | Score | Compétition                             |
| - | ---------------- | ------------------------ | ------------------- | ----- | --------------------------------------- |
| 1 | 7 juin 2008      | Pyongyang, Corée du Nord | Turkménistan        | 2-0   | Éliminatoires de la coupe du monde 2010 |
| 2 | 6 septembre 2008 | Abu Dhabi, EAU           | Émirats arabes unis | 2-1   | Éliminatoires de la coupe du monde 2010 |
| 3 | 23 août 2009     | Kaohsiung, Taiwan        | Guam                | 9-2   | Coupe d'Asie de l'Est de football 2010  |
| 4 | 23 août 2009     | Kaohsiung, Taiwan        | Guam                | 9-2   | Coupe d'Asie de l'Est de football 2010  |
| 5 | 23 août 2009     | Kaohsiung, Taiwan        | Guam                | 9-2   | Coupe d'Asie de l'Est de football 2010  |
| 6 | 27 décembre 2009 | Doha, Qatar              | Mali                | 1-0   | Tournoi amical international du Qatar   |
| 7 | 30 décembre 2009 | Doha, Qatar              | Qatar               | 1-0   | Tournoi amical international du Qatar   |
| 8 | 17 mars 2010     | Torreón, Mexique         | Mexique             | 1-2   | Match amical                            |